# Скерцо (ТВ филм)
„Скерцо” је југословенски ТВ филм из 1963. године. Режирао га је Даниел Марушић а сценарио је написао Драгутин Савин.